# 広瀬信輔
広瀬 信輔（ひろせ しんすけ、1985年6月27日 - ）は日本の実業家。長崎県佐世保市出身。
ディーテラー株式会社 創業者。株式会社イノ・コード 取締役CMO。株式会社マクロミル オンラインマーケティング部門責任者。マーケティング情報メディア「Digital Marketing Lab」運営者。公正取引委員会 デジタルスペシャルアドバイザー。

## 略歴
佐世保市立東明中学校、佐世保南高等学校を経て、西南学院大学経済学部国際経済学科を卒業。
2008年、株式会社マクロミルに入社。オンラインマーケティング部門の責任者として、デジタルマーケティングを推進。新規事業開発にも携わる。
2013年、マーケティング情報メディア「Digital Marketing Lab（デジタルマーケティングラボ）」を設立、その後マーケティングコンサルタントとしての活動を開始。
2015年、株式会社イノ・コード 取締役・CMOに就任。
2017年、ディーテラー株式会社を設立。代表取締役社長に就任。
2021年、公正取引委員会 デジタルスペシャルアドバイザーを受嘱。

## 主な活動
- 【執筆】「アドテクノロジーの教科書」（2016年3月、翔泳社）
- 【執筆】日経クロストレンド 連載（日経BP）
- 【執筆】ExchangeWire Japan 連載
- 【寄稿】100万社のマーケティング ～アドベリフィケーション解説～（2017年8月、宣伝会議）
- 【講座】ネット広告実践講座（宣伝会議）
- 【講座】デジタルマーケティング実践講座（宣伝会議）
- 【講座】Schoo 授業「Web広告の種類と配信手法」

- 【調査協力】内閣官房「政策会議：デジタル市場競争会議」
- 【調査協力】公正取引委員会「デジタル・プラットフォーム事業者の取引慣行等に関する実態調査（デジタル広告分野）」